# Rozzano
Rozzano (Ruzan in dialetto milanese; IPA: [ruˈtsãː]) è un comune italiano di 41 586 abitanti della città metropolitana di Milano in Lombardia, sulla direttrice che collega il capoluogo Milano a Pavia. Il territorio del comune è attraversato dal Lambro Meridionale.

## Origini del nome
L'origine del nome potrebbe derivare dal nome latino di persona Rutius o Erucius con l'aggiunta del suffisso -anus che indica appartenenza. Da Rutiunianus passava la Via Mediolanum-Ticinum, strada romana che collegava Mediolanum a Ticinum (Pavia).

## Storia
Il primo governo a configurare il comune di Rozzano fu quello di Napoleone che nel 1809 decretò l'annessione di Torriggio e nel 1811 quelle di Cassino Scanasio, Pontesesto e Quinto de' Stampi. 
Gli austriaci dapprima annullarono tutto nel 1816, ma poi ci ripensarono riguardo a Torriggio e Cassino Scanasio nel 1841, mentre fu Vittorio Emanuele II nel 1870 a sancire l'unione finale con Pontesesto, che portava in dote anche Quinto.

### Simboli

Il gonfalone comunale

Lo stemma e il gonfalone sono stati concessi con DPR del 5 giugno 1957.
Stemma
Nella parte inferiore del troncato è rappresentato il corso del Naviglio che percorre il territorio comunale.
Gonfalone
Drappo partito di verde e di bianco, riccamente ornato di ricami d'oro con la scritta centrata in oro: Città di Rozzano.
Bandiera
Drappo troncato di bianco e di verde caricato dello stemma comunale

## Monumenti e luoghi d'interesse

### Architetture religiose
- La chiesa di Sant'Angelo (1972)
- La chiesa di Sant'Ambrogio

### Architetture civili
- Il municipio (1965)
- La Cascina Grande, sede della biblioteca e polo culturale della zona. Nel 2007 è stata inaugurata a fianco dell'edificio principale la Biblioteca dei ragazzi, la più ricca struttura nel suo genere nella zona a sud di Milano; entrambe fanno parte del sistema bibliotecario CUBI.
- La sede dell'Editorial Domus (1982) su progetto di Marcello Nizzoli, che contiene il museo dell'automobile. L'editoriale Domus pubblica, tra le altre, la rivista Quattroruote, Top Gear e TuttoTrasporti.
- Torre Telecom Italia (1990) alta 187 metri, sorge nell'area Telecom di Rozzano, dove si svolgono le assemblee degli azionisti di Telecom Italia
- Centro Commerciale Fiordaliso (1992) da una ristrutturazione del complesso nel 2010, diventa il giardino verticale più grande del mondo, con ben 1.262,85 metri ed entra nel Guinness dei primati[6] il 16 settembre 2012, restandoci fino al 15 giugno 2015.
- Il comune nel 2004 ha dedicato al suo ex concittadino Michele Alboreto, famoso pilota di Formula 1, un monumento alto quattro metri presso il Centro Culturale Cascina Grande e successivamente, nel dicembre 2006, gli ha dedicato una piazza del nuovo quartiere sorto sull'ex area Romagnoli.

### Architetture militari
- Il castello visconteo di Cassino Scanasio, forse millenario, ora di fabbrica tre-quattrocentesca.

### Aree naturali
L'area naturalistica presente nell'area comunale di Rozzano è parte del Parco Agricolo Sud Milano, di seguito le Oasi e i parchi presenti sul territorio di riferimento:
- Oasi Smeraldino (costituita nel 2007), una vasta area adibita a parco sul territorio rozzanese, incastonata tra palazzi e fabbricati industriali, nella quale sono protette diverse specie animali tra le quali il rospo smeraldino che dà il nome all'oasi stessa.
- L'11 maggio 2014 è stata inaugurata una nuova oasi naturale nota con il nome di "Parco delle Rogge"[7]. Essa comprende una superficie di circa 220 000 m2 nella zona anche conosciuta come Rozzano vecchio e si estende fino al confine comunale di Basiglio. Oltre ad essere una nuova area residenziale, il Parco delle Rogge viene utilizzato per praticare sport e attività all'aria aperta: il giorno dell'inaugurazione coincide con la Giornata nazionale della bicicletta[8] promossa dal Ministero dell'Ambiente.
- Parco 1, nei pressi della Piazza del Municipio.
- Parco del Fontanile, importante sia dal punto di vista naturalistico sia di utilità pubblica in quanto al suo interno è presente la pista di atterraggio dell'elisoccorso data la vicinanza all'Istituto Clinico Humanitas.
- Parkobaleno, precedentemente conosciuto come "Parco 2", si trova nei pressi della piscina comunale AMA Rozzano.

## Società

### Evoluzione demografica
- 450 nel 1751
- 390 nel 1805
- 466 dopo annessione di Torriggio nel 1809
- 1 121 dopo annessione di Cassino Scanasio, Quinto de' Stampi e Pontesesto nel 1811
- 715 con Cassino Scanasio e Torriggio nel 1853
- 846 nel 1861
- 1428 con Quinto de' Stampi e Pontesesto nel 1871

Abitanti censiti

### Etnie e minoranze straniere
Secondo le statistiche ISTAT al 31 dicembre 2015 la popolazione straniera residente nel comune metropolitano era di 4 869 abitanti, pari all'11% della popolazione. Al 31/12/2021, le nazionalità maggiormente rappresentate in base alla loro percentuale sul totale della popolazione residente erano:
- Egitto 724
- Romania 566
- Cina 444
- Filippine 424
- Marocco 422
- Albania 371
- Ecuador 247
- Perú 244
- Ucraina 174
- El Salvador 172
- Sri Lanka 149
- Bangladesh 104

## Clima
| Rozzano             | Mesi | Mesi | Mesi | Mesi | Mesi | Mesi | Mesi | Mesi | Mesi | Mesi | Mesi | Mesi | Stagioni | Stagioni | Stagioni | Stagioni | Anno |
| Rozzano             | Gen  | Feb  | Mar  | Apr  | Mag  | Giu  | Lug  | Ago  | Set  | Ott  | Nov  | Dic  | Inv      | Pri      | Est      | Aut      | Anno |
| ------------------- | ---- | ---- | ---- | ---- | ---- | ---- | ---- | ---- | ---- | ---- | ---- | ---- | -------- | -------- | -------- | -------- | ---- |
| T. max. media (°C)  | 4,9  | 8,0  | 13,2 | 18,1 | 22,8 | 26,4 | 29,2 | 27,9 | 24,1 | 17,6 | 10,9 | 6,1  | 6,3      | 18,0     | 27,8     | 17,5     | 17,4 |
| T. min. media (°C)  | −1   | 0,7  | 4,2  | 7,8  | 12,0 | 15,6 | 18,0 | 17,5 | 14,4 | 9,3  | 4,4  | 0,5  | 0,1      | 8,0      | 17,0     | 9,4      | 8,6  |
| Precipitazioni (mm) | 57   | 63   | 79   | 90   | 92   | 87   | 62   | 85   | 76   | 118  | 109  | 69   | 189      | 261      | 234      | 303      | 987  |

## Infrastrutture e trasporti
Rozzano è attraversata longitudinalmente dall'Autostrada A50 (Tangenziale Ovest di Milano) e lambita a ovest dall'Autostrada A7 ("Milano-Serravalle"); nel territorio comunale sono presenti due svincoli della Tangenziale Ovest, lo svincolo n° 7 SS35 Pavia/Milano Ticinese e lo svincolo n° 7bis Rozzano Quinto de' Stampi/Milano Via dei Missaglia.

Il comune metropolitano, inoltre, è attraversato dalla strada provinciale (ex strada statale) 35 dei Giovi che unisce Milano a Genova, passando per il passo dei Giovi.
Il comune metropolitano non è servito da linee metropolitane o ferroviarie. È presente invece la Metrotranvia Sud, che collega Rozzano, con capolinea in Via Guido Rossa, al centro di Milano, con capolinea nei pressi della Piazza del Duomo; tale servizio è gestito dall'azienda dei trasporti pubblici locali ATM, che lo indica come linea 15. Vi sono anche varie linee di autobus, gestite da ATM, Autoguidovie e PMT, che collegano Rozzano ai comuni e ai quartieri limitrofi.
Fra il 1880 e il 1936, Rozzano ospitava una fermata della Tranvia Milano-Pavia.
Rozzano potrebbe essere servita, in un eventuale secolo futuro, dalla linea M2 della metropolitana. Il Piano Urbano della Mobilità Sostenibile (PUMS) del 2015, presentato dal comune di Milano, infatti, accarezzava l'ipotesi della costruzione di un prolungamento da Milanofiori Forum a Quinto de' Stampi/Pontesesto.

## Amministrazione
| Periodo | Periodo | Primo cittadino           | Partito | Carica           | Note   |
| ------- | ------- | ------------------------- | ------- | ---------------- | ------ |
| 1960    | 1985    | Giovanni Foglia           | PCI     | Sindaco          |        |
| 1985    | 1994    | Enrico Sala               | PCI-PDS | Sindaco          | [ 15 ] |
| 1994    | 2004    | Maria Rosa Malinverno     | PDS     | Sindaco          | [ 15 ] |
| 2004    | 2013    | Rocco Massimo D'Avolio    | PD      | Sindaco          | [ 15 ] |
| 2013    | 2014    | Errico Gaeta              | PD      | Vicesindaco f.f. | [ 16 ] |
| 2014    | 2019    | Barbara Agogliati         | PD      | Sindaco          | [ 15 ] |
| 2019    | 2024    | Giovanni Ferretti De Luca | FdI     | Sindaco          | [ 15 ] |
| 2024    | 2025    | Maria Laura Guido         | Cdx     | Vicesindaco f.f. | [ 17 ] |
| 2025    | 2030    | Mattia Ferretti De Luca   | FdI     | Sindaco          | [ 15 ] |

## Sport

### Calcio
La principale squadra di calcio della città è la Rozzano Calcio, che milita nel girone F lombardo di Promozione.

### Altro
Vi è inoltre presente, lungo la tangenziale ovest di Milano, la pista di go-kart "Big Kart Rozzano".